# Popiwka (rejon łubieński)
Popiwka (ukr. Попівка) – wieś na Ukrainie, w obwodzie połtawskim, w rejonie łubieńskim, w hromadzie Chorol. W 2001 liczyła 497 mieszkańców.